# دلو (أرومية)
دلو هي قرية في مقاطعة أرومية، إيران. يقدر عدد سكانها بـ 486 نسمة بحسب إحصاء 2016.